# Étude de la presse d'information quotidienne
Étude de la presse d'information quotidienne, ou EPIQ, est une enquête visant à mesurer l'audience d'une partie de la presse écrite en France. Réalisée par téléphone selon la méthode CATI, elle concerne la presse quotidienne ainsi que la presse écrite régionale.